# Cleptocaccobius khatimae
Cleptocaccobius khatimae là một loài bọ cánh cứng trong họ Bọ hung (Scarabaeidae).